# Neurothemis ramburii
Neurothemis ramburii là loài chuồn chuồn trong họ Libellulidae. Loài này được Kaup in Brauer mô tả khoa học đầu tiên năm 1866.